# Xã Roane, Quận Lafayette, Arkansas
Xã Roane (tiếng Anh: Roane Township) là một xã thuộc quận Lafayette, tiểu bang Arkansas, Hoa Kỳ. Năm 2010, dân số của xã này là 1.498 người.